# Филдс, Джен
Джен Филдс (англ. Jan Fields) — американский бизнес-управленец, публичный спикер, до отставки в сентябре 2024 года — руководитель и президент McDonald’s USA.
В 2012 году Forbes Magazine признал её одной из 100 самых влиятельных женщин в бизнесе, а The Wall Street Journal включил её в список 50 женщин, за которыми стоит следить. Филдс активно продвигает женщин на руководящие должности в корпоративном мире. В 2011 году, McDonald’s под управлением Джен, стал лауреатом премии «Catalyst» как лучший работодатель для женщин.

## Брак и семья
В 1993 году Филдс вышла замуж за Дуга Уилкинса (англ. Doug Wilkins) с которым у них двое общих детей.

## Карьера
- С 2005 по 2013 год Филдс входила в совет директоров United Cerebral Palsy.
- В 2007 году она присоединилась к совету Catalyst, некоммерческой организации, занимающейся созданием рабочих мест для женщин.
- В 2008 году Филдс была назначена в совет директоров Monsanto Corp.
- С 2015 по 2018 год она была председателем «Комитета по устойчивому развитию и корпоративной ответственности» (Sustainability and Corporate Responsibility Committee). Также она была членом «Комитета по компенсациям, номинациям и корпоративному управлению» (Compensation, Nominating and Governance, and Executive Committees).
- С 2010 по 2012 год Филдс входила в совет директоров The Field Museum.
- В 2016 году она была переизбрана в совет директоров Chico’s FAS Inc. и с 2015 года является председателем «Комитета по компенсациям, номинациям и корпоративному управлению».
- Филдс также работала в совете директоров Buffalo Wild Wings Inc. и занимала пост председателя с августа 2017 по февраль 2018 года, сыграв важную роль в слиянии с Arby’s в 2018 году[4].
- В 2018 году она была назначена в совет директоров Welbilt Inc.[5], а с 2019 по 2020 год — в совет директоров Taubman Centers, Inc..
- В 2020 году Филдс вошла в совет директоров Alimentation Couche-Tard.
- С 2012 года она также является членом глобального совета директоров Ronald McDonald House Charities.

## Карьера в McDonald’s
Работу в McDonald’s начала в 1978 году город Дэйтон, штат Огайо, с должности рядового сотрудника, прежде чем стать президентом McDonald’s USA в 2010 году. Она подала заявку в McDonald’s случайно, остановившись за газировкой по пути на собеседование на другую работу, и была принята на работу сразу.
Она постепенно поднималась по служебной лестнице, занимая все более высокие должности, включая старшего вице-президента Центрального подразделения McDonald’s и регионального вице-президента Питтсбургского региона, штат Пенсильвания. В августе 2006 года она была повышена до исполнительного вице-президента и главного операционного директора McDonald’s USA, став первой женщиной на этой должности и самой высокопоставленной женщиной в McDonald’s. В качестве Главного операционного директора (СОО), Филдс отвечала за поддержку роста компании, вызванного расширением меню, одновременно поддерживая уровень обслуживания клиентов.
В 2010 году она была назначена президентом McDonald’s USA, где отвечала за стратегическое направление и общие бизнес-результаты 14,000 ресторанов McDonald’s по всей стране. В период своего президентства Филдс курировала множество крупных проектов, включая расширение меню McCafe, что привело к созданию бизнеса на сумму 5 миллиардов долларов, и пересмотрела состав Happy Meals, чтобы сделать их более питательными. Также она инициировала добавление калорийности в меню ресторанов, прежде чем это стало обязательным для всех ресторанов быстрого питания.
Филдс была уволена из McDonald’s 1 декабря 2012 года после того, как компания зафиксировала первое за девять лет снижение продаж. Её увольнение стало первым шагом McDonald’s для преодоления замедления роста и снижения потребительского доверия. Однако, пресс-секретарь компании заявил, что решение о смене руководства было решено заранее, и на него повлияли различные бизнес-факторы.